# Ivano-Fracena
Ivano-Fracena – miejscowość i gmina we Włoszech, w regionie Trydent-Górna Adyga, w prowincji Trydent.
Według danych na rok 2004 gminę zamieszkuje 291 osób, 48,5 os./km².